# Teresa Jado y Urbina
Teresa Josefa Jado y Urbina (Guayaquil, octubre de 1819 - Lima, 1 de maig de 1910) va ser l'esposa del president ecuatorià José María Urbina y Viteri.

## Biografia
Va néixer a la ciutat de Guayaquil, a l'Equador, al mes d'octubre de 1819, tot i que es desconeix el dia exacte. Era filla de Manuel Jado i Maria Josefa Urbina y Llaguno.

### Matrimoni i descendència
El 28 de març de 1845, pocs dies després de la mort del seu germà Francisco, la jove Teresa Jado va conèixer al seu oncle José María Urbina y Viteri, que era mig germà de la seva mare Josefa. Tots dos van mostrar senyals d'interès mutu i es van prometre. L'enllaç es va dur a terme a la parròquia del Sagrari de la ciutat de Guayaquil quatre anys després, el 14 de gener de 1849, quan el nuvi tenia 41 anys i ella 30.
La parella va tenir cinc fillsː
- María Mercedesè Urbina y Jado (1850-1879), casada el 1874 amb Antonio de Lapierre Cucalón, sense descendència.
- María Ana de Jesús Rosa de las Mercedes Urbina y Jado (1856-1919), que va morir soltera i sense descendència.
- José María de las Mercedes Manuel Adriano Urbina y Jado (1857-1900), que va morir solter i sense descendència.
- Francisco Urbina y Jado (1859-1926), amb descendència.
- Gabriel Antonio Urbina y Jado (1864-1895), amb descendència.

### Vida pública i exili
Teresa Jado va ser una catòlica practicant; va defensar la causa dels jesuïtes arribats inesperadament a Guayaquil, quan el 1851 van ser expulsats de la República de la Nova Granada. En 1855, tant ella com el seu marit, van ser escollits com a padrins de bateig d'Emilio Estrada Carmona, que el 1911 també es convertiria en President de l'Ecuador.
Al març de 1864 el president Gabriel García Moreno va ordenar al general Juan José Flores, en aquells dies governador de Guayas, imposar l'exili a la Teresa Jado i els seus quatre fills petits, que no van poder assistir a la vetlla de l'àvia, que havia mort tot just vint hores abans i encara no l'havien enterrada. La família es va traslladar al Perú, on Urbina ja hi havia estat enviat com a Ministre de Negocis de l'Equador a 1847, i es va instal·lar a Paita fins a 1867, any en què es van mudar al Callao.
El 30 de gener de 1876, després de la mort de García Moreno, els Urbina-Jado van poder tornar a l'Equador i José María Urbina va passar a formar part de l'Assemblea Nacional Constituent, la qual cosa feu millorar l'economia de la família substancialment.
El 1881 va ser escollida per la Municipalitat de Guayaquil, al costat de Baltazara Calderón de Rocafuerte, Dolores R. de Grimaldo, Adela S. de Vélez, Zoila Dolores Caamaño y Bolivia Villamil de Ycaza, per guardonar en mèrits de filantropia a les dames guayaquilenyes que haguessin realitzat obres en benefici dels indigents i més necessitats. L'acte es va dur a terme com a part de les festivitats de la independència al mes d'octubre d'aquell mateix any.

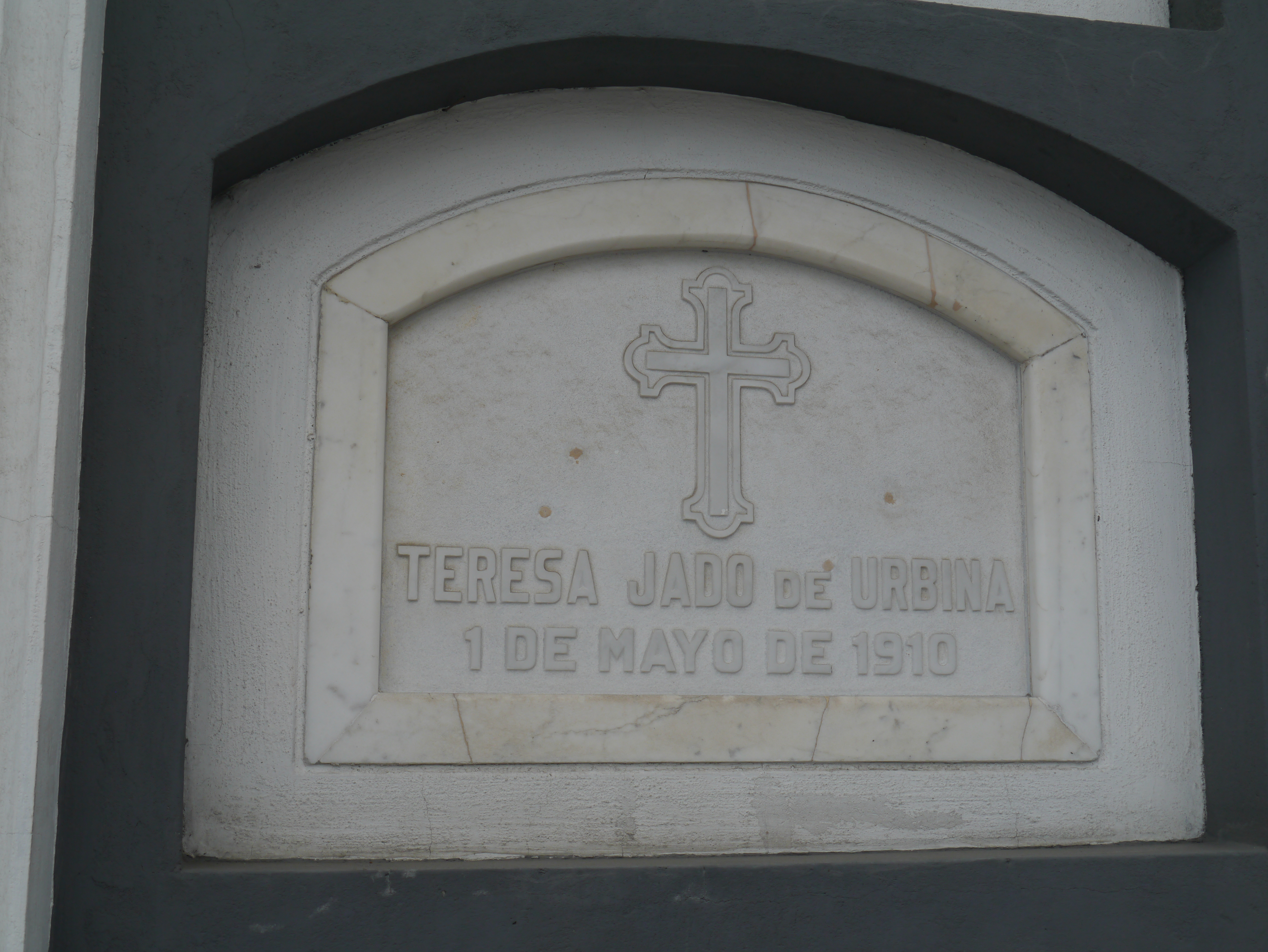
Tomba de Teresa Jado al Cementiri General de Guayaquil.

### Defunció
Teresa Jado va morir l'1 de maig de 1910 a la ciutat de Lima (Perú), les seves restes van ser traslladades a l'Equador i va ser sepultada al Cementiri General de Guayaquil, en el mateix lloc hi ha les del seu marit, fills i altres membres de la família immediata, com ara germans i nebots.